# Antonio Mura
Antonio Mura (ur. 28 grudnia 1952 we Bortigali) – włoski duchowny rzymskokatolicki, biskup Nuoro (od 2019) i Lanusei (w latach 2014-2019 i od 2020).

## Życiorys
Święcenia kapłańskie otrzymał 1 sierpnia 1979 i został inkardynowany do diecezji Bosa (w 1986 połączonej z diecezją Alghero). Był m.in. ojcem duchownym niższych seminariów diecezjalnych, dyrektorem kurialnego wydziału ds. liturgii, rektorem wyższego seminarium, prowikariuszem generalnym diecezji oraz wykładowcą instytutu w Sassari.
31 stycznia 2014 papież Franciszek mianował go biskupem diecezjalnym Lanusei. Sakry udzielił mu 25 marca 2014 arcybiskup Giovanni Angelo Becciu.
2 lipca 2019 został mianowany biskupem Nuoro oraz administratorem apostolskim Lanusei. 9 kwietnia 2020 po połączeniu diecezji In persona episcopi został ponownie biskupem Lanusei.